# Atmel AT89 sorozat

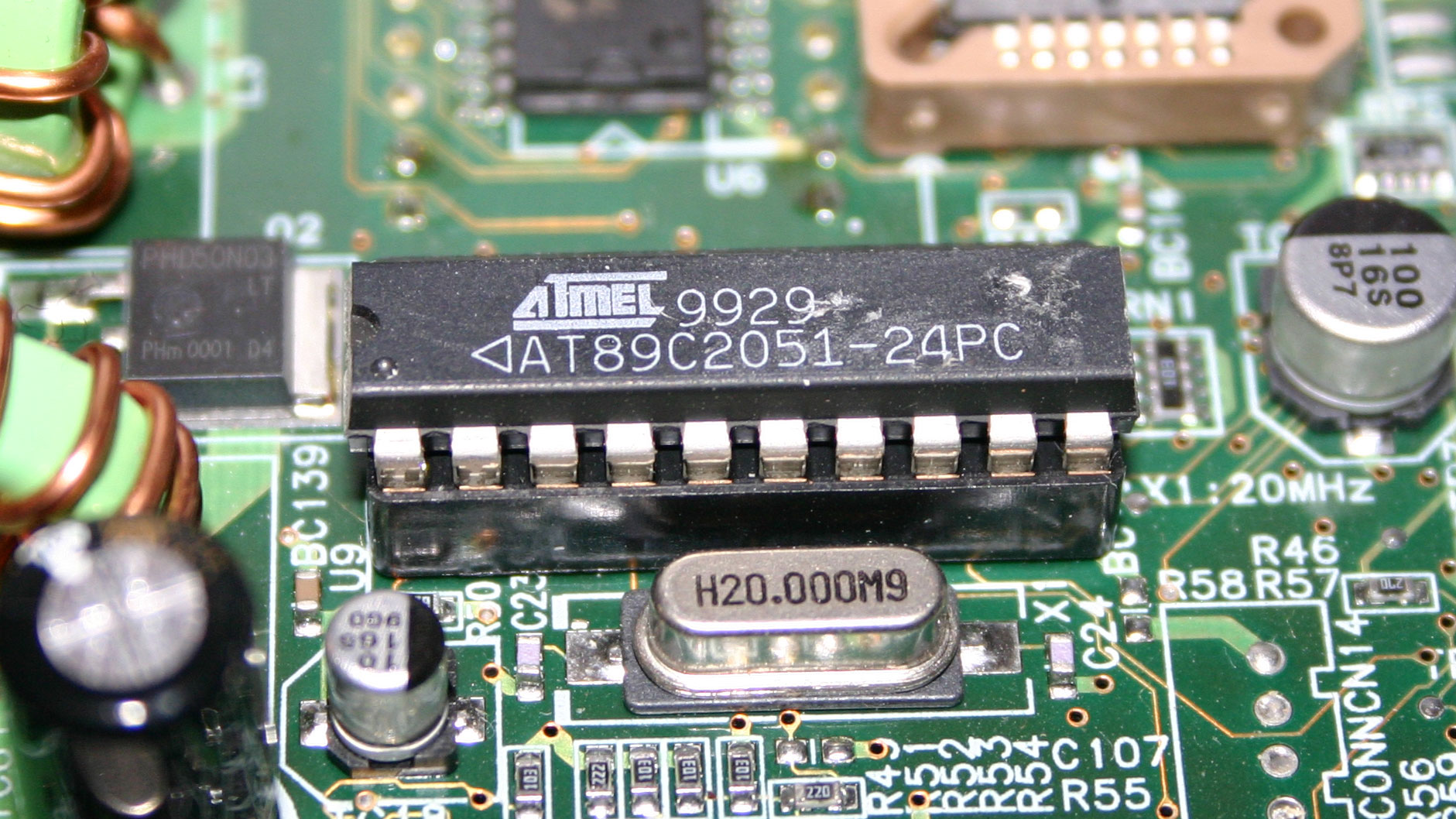
Atmel 89c2051 mikrovezérlő egy áramkörben

Az Atmel AT89 sorozat egy Intel 8051-kompatibilis 8 bites mikrovezérlő-család; az Atmel Corporation gyártja.
Mivel az Intel 8051 magon alapul, az AT89 sorozat továbbra is nagy népszerűségnek örvend az általános célú mikrovezérlők felhasználási területén; népszerűségét többek között szabványos utasításkészletének, és nem utolsósorban alacsony árának köszönheti. A változatlan utasításkészlet lehetővé teszi a nagy mennyiségű örökölt programkód további felhasználását az újabb alkalmazásokban. Míg a sorozat processzorai jelentősen gyengébb teljesítményűek, mint az AT90-es sorozatba épített AVR RISC mikrovezérlők, a termékfejlesztés tovább folyik az AT89-es csipek használatával, a fenti előnyök miatt.
Újabban az AT89-es sorozatot kibővítették 8051-es magon alapuló speciális funkciókat ellátó mikrovezérlőkkel, amik kifejezetten USB, I²C (kétvezetékes interfész), SPI és CAN sínvezérlők, MP3 dekóderek és hardveres impulzusszélesség-moduláció (PWM) céljaira szolgálnak.

## Az AT89 sorozat tagjai
| Eszköznév | flash méret | RAM (adatmemória) méret |
| --------- | ----------- | ----------------------- |
| AT89C1051 | 1K Flash    | 64 RAM                  |
| AT89C2051 | 2K Flash    | 128 RAM                 |
| AT89C4051 | 4K Flash    | 128 RAM                 |
| AT89C51   | 4K Flash    | 128 RAM                 |
| AT89C52   | 8K Flash    | 256 RAM                 |
| AT89C55   | 20K Flash   | 256 RAM                 |
| AT89S8252 | 8K Flash    | 256 RAM                 |
| AT89S53   | 12K Flash   | 256 RAM                 |

## Portstruktúra és működés
Az Intel 8051 mikrovezérlő CPU-ja 8 bites, és 4 kétirányú (ki- és bemeneti) porttal rendelkezik.
Az AT89C51 és AT89C52 mind a négy portja kétirányú. Mindegyikben van egy reteszáramkör (latch, avagy a P0-tól P3-ig terjedő speciális latch regiszterek), egy kimeneti meghajtó és egy bemeneti puffer. A 0. és 2. portok kimeneti meghajtói, valamint a 0. port bemeneti puffere a külső memóriahozzáférésre szolgál. Ebben az elrendezésben a 0. port kimenete szolgáltatja a külső memóriacím alacsony bájtját, a kiírandó vagy beolvasott bájttal multiplexelve (a port 0 multiplexelt cím- és adatsín). A 2. port szolgáltatja a külső memóriacím felső bájtját, 16 bites memóriacím esetén. Egyébként a 2. port kivezetései szolgáltatják a P2 speciális funkcióregiszter (SFR) tartalmát. A 3. port összes vonala és az 1. port két csatlakozója (az AT89C52-ben) többfunkciós. Az alternatív funkciók csak akkor aktiválhatók, ha az SFR-ben az ezeknek megfelelő engedélyező bit 1-re van állítva, egyébként a port bitjei 0 értékre állnak be.
Maga a processzor kevesebb komplex jellemzővel rendelkezik, mint egy teljesen kiépített mikroprocesszor; különböző üzemmódokban kezeli a soros és párhuzamos ki- és bemeneti portokat, vezérli az időzítőket és kiszolgálja a legalább 5 forrásból érkező megszakítási kérelmeket. A külső memóriát memóriabankokra osztva, lapozással éri el, és belső RAM-mal is rendelkezik.

## Fordítás
Ez a szócikk részben vagy egészben  az   Atmel AT89 series című angol Wikipédia-szócikk ezen változatának fordításán alapul.  Az eredeti cikk szerkesztőit annak laptörténete sorolja fel. Ez a jelzés csupán a megfogalmazás eredetét és a szerzői jogokat jelzi, nem szolgál a cikkben szereplő információk forrásmegjelöléseként.